# KkStB 171

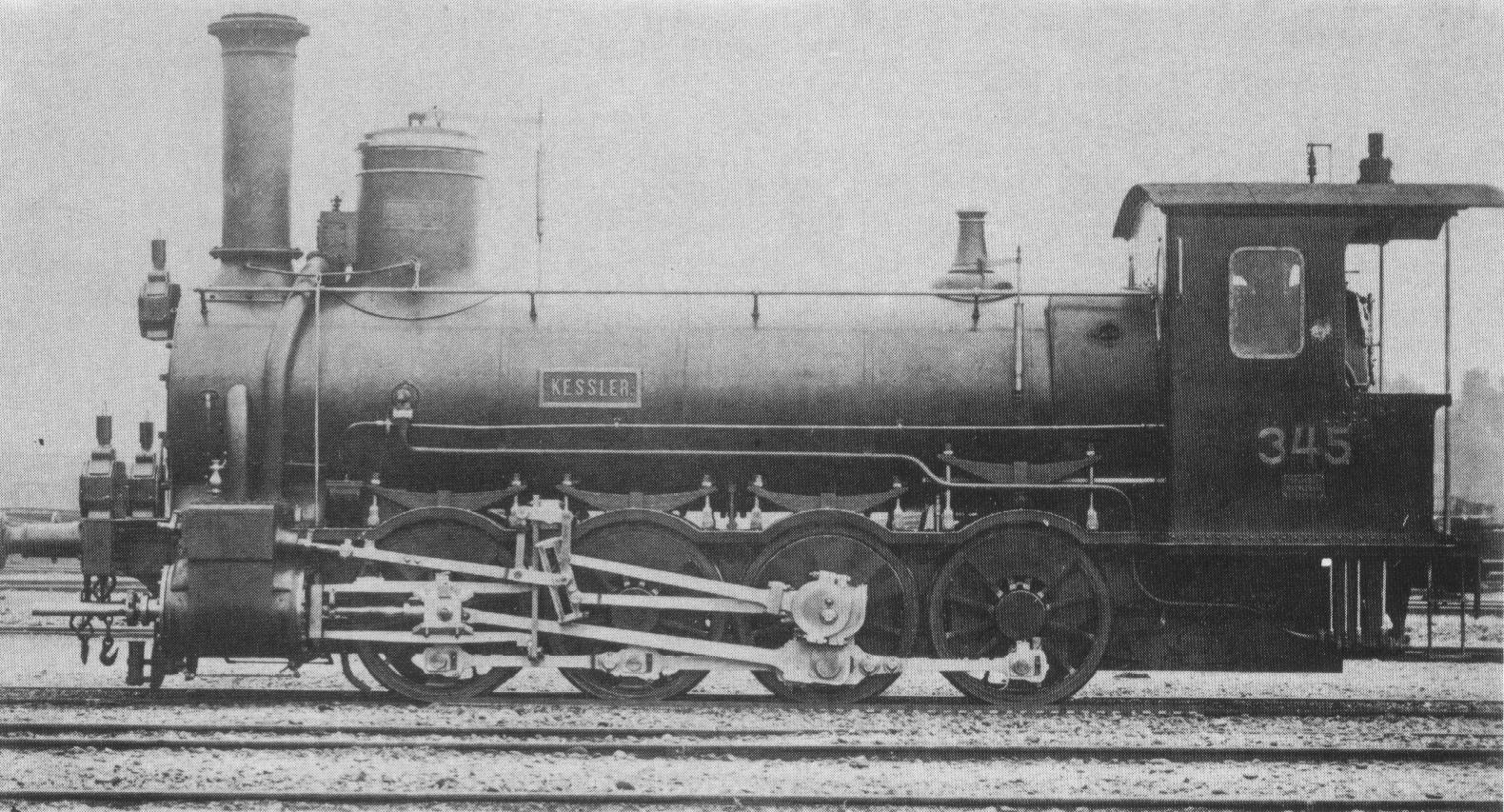
Паротяг KkStB 171

KkStB 171 - вантажний з тендером паротяг Ц.К. Державної Залізниці Австро-Угорщини, що зокрема використовувався на Львівсько-Чернівецько-Ясській залізниці (LCJE ) та Ц.К. привілегійованій Австрійській Північно-Західній Залізниці (нім. k.k. privilegierte Österreichische Nordwestbahn) (ÖNWB).

## Історія
Паротяги типу D збирали на локомотивобудівних заводах у Нойштадт-Відень і Флорідсдорф (Відень) відповідно 20 (1873) і 14 (1874). На залізниці (ÖNWB) їм присвоїли позначення серій VIIa і VIIb. Через зрослу потребу у вантажних паротягах на початку 1880-х років збудували нові паротяги на заводах у Есслінгу (10 - 1882), Нойштадт-Відень (5 - 1883) і Флорідсдорф (5 - 1883), яким присвоїли серії VIIc, VIId і VIIe.
Після націоналізації залізниці паротягам kkStB віднесли до серії 171 і надали номери 171.01-20 (VIIa) та 171.29-62 (VIIb, VIIc, VIId і VIIe).
Після Першої світової війни паротяг 171.53 потрапив до Польських державних залізниць, де його скоро списали. Декілька паротягів потрапили до Угорської державної залізниці (Magyar Államvasutak (MÁV)), де їм присвоїли серії 459.1. Решта паротягів залишилась у Чехословацькій державній залізниці (Československé státní dráhy (ČSD)), де отримали позначення серії  411.0 і використовувались до 1960-х років. Паротяг 411019 потрапив до Національного технічного музею Праги.
Завод у Флорідсдорф збудував для ЛЧЯ залізниці 8 паротягів серії IVf (1876/78), що майже не відрізнялись від паротягів серії VIIb (1874). Вони отримали назви76 "DNIESTER", 77 "ŁUZAN²", 70 "HORODENKA", 71 "DORA", 72 "JAMNA", 73 "KOROWIJA", 74 "RUDA", 75 "ITZKANY". Після націоналізації залізниці (1889) вони отримали позначення kkStB 171.21-28. Після завершення війни вони використовувались на Чехословацькій залізниці до 1933 року з позначенням ČSD 411.020-026 (kkStB 171.22-28), два останні з яких були в експлуатації до 1952 і 1951 років.

### Технічні дані паротяга KkStB 171
|                               |                                                                   |
| Розміри                       | Параметри                                                         |
| Роки випуску                  | 1876 ; 1888 ; 1896                                                |
| Країна-виробник               | Австро-Угорська імперія                                           |
| Завод-виробник                | - Wiener Neustädter Lokomotivfabrik - Lokomotivfabrik Floridsdorf |
| Осьова формула                | 0-4-0                                                             |
| Ширина колії                  | 1435 mm                                                           |
| Тип                           | Dn2                                                               |
| Кількість циліндрів           |                                                                   |
| Діаметр циліндрів             | 470 мм                                                            |
| Хід поршня                    | 632 мм                                                            |
| Діаметр рухомих коліс         | 1195 мм                                                           |
| Діаметр бігункових коліс      |                                                                   |
| Діаметр підтримуючих коліс    |                                                                   |
| Загальна колісна база         | 3795 мм                                                           |
| Загальна колісна база×Тендер  | 11143 мм; ---- ; 11345 мм                                         |
| Довжина паротяга              | 9,647 м ; 9,735 м ; 9,629 м                                       |
| Довжина паротяга÷Тендер       | 15,779 м; 16,035 м; 15,962 м                                      |
| Висота                        | 4,1 м                                                             |
| Тип пароперегрівача           |                                                                   |
| Тиск пари                     | 10,0 атм.                                                         |
| Випаровуюча поверхня котла    | 153,7 м² ; 156,8 м²                                               |
| Площа пароперегрівача         | 10,0 м²                                                           |
| Площа колосникових ґрат       | 1,9 м²                                                            |
| Тендер                        | серія 23                                                          |
| Маса паротяга порожнього      | 38,50 т                                                           |
| Маса паротяга робоча          | 44,0 т                                                            |
| Маса паротяга робоча÷Тендер   | . . . . . 71,50 т . . . . ; 72,10 т                               |
| Запас води                    | 7,5 м³                                                            |
| Запас вугілля                 | 8,0 м³                                                            |
| Швидкість                     | 35 км/год                                                         |
| Навантаження від осі на рейки |                                                                   |
| Потужність                    |                                                                   |
| Зчіпна маса локомотива        |                                                                   |
|                               |                                                                   |